# InkBall
InkBall — це комп’ютерна гра, яка входить до Windows XP Tablet PC Edition 2005  і Windows Vista, за винятком версій Starter і Home Basic. У ньому використовується стилус або миша для малювання ліній, щоб направляти кульки в отвори відповідних кольорів. У Windows XP Tablet PC Edition для належної гри потрібен був планшет із пером, оскільки курсор миші не було видно у вікні гри. Однак подвійне натискання Alt під час гри призведе до появи курсора миші. У Windows Vista також можна грати за допомогою миші без проблем.  InkBall недоступний для пізніших версій Windows і видаляється, коли користувачі оновлюють Windows XP або Vista до Windows 7.
Очки нараховуються за розміщення кольорових куль у правильну лунку, час, що залишився до кінця раунду, і за розбивання блоків.  Гра закінчується, коли закінчується час або коли м'яч потрапляє в лунку неправильного кольору. Однак сірий є нейтральним кольором, і тому, якщо сіра кулька зайде в лунку іншого кольору або якщо будь-яка кулька зайде в сіру лунку, нічого не станеться. Деякі блоки мають особливі властивості, такі як руйнування під час удару, відкриття та закриття з інтервалами, зміна кольору м’яча або пришвидшення м’яча. InkBall має різні рівні складності: від початківця до новачка, середнього рівня, просунутого і, нарешті, до експерта.  Зі збільшенням складності час на переміщення кульок у правильні лунки значно зменшується, а загальна складність завдання значно зростає.